# Курт Айснер
Курт Айснер (нім. Kurt Eisner, 14 травня 1867, Берлін — 21 лютого 1919, Мюнхен) — німецький лівий політичний діяч і журналіст, учасник Листопадової революції, перший прем'єр-міністр Баварії.

## Життєпис
Народився 14 травня 1867 року в єврейській родині, його батьками були Емануель Айснер і Гедвіга Левенштайн. Айснер став журналістом, працював в «Frankfurter Zeitung».
Айснер був марксистом-ревізіоністом, в 1898 році вступив до лав Соціал-демократичної партії Німеччини, в 1900 році після смерті Вільгельма Лібкнехта він став головним редактором партійної газети «Vorwärts» (до 1905 року). Пізніше був головним редактором «Münchner Post» і видавав власну газету «Arbeiter-Feuilleton». Після початку Першої світової війни Айснер, на відміну від більшості СДПН, зайняв позицію пацифіста, брав участь в антивоєнній Бернській конференції соціалістів. У 1917 році він вступив до Незалежну соціал-демократичну партію Німеччини. У наступному році він організував страйк на одному з військових підприємств, за що був звинувачений в державній зраді і ненадовго заарештований.
7 листопада 1918 року, в ході розпочатої Листопадової революції, Айснер спільно з лідером революційного крила Баварського селянської спілки Людвігом Гандорфером очолив в Мюнхені масові демонстрації проти монархії Віттельсбахів. У ніч на 8 листопада на засіданні Мюнхенської ради робітничих і солдатських депутатів він оголосив короля Людвіга III позбавленим влади, а Баварію — незалежної республікою. 8 листопада 1918 року Радою було сформовано тимчасовий уряд, в якому Айснер став прем'єр-міністром і міністром закордонних справ. З самого початку він заявив, що його програма в корені відрізняється від програми більшовиків і гарантує захист приватної власності.
30 грудня 1918 року прийняв українського консула в Мюнхені Василя Оренчука.
На виборах в ландтаг, що пройшли 12 січня 1919 року, Незалежна соціал-демократична партія Німеччини отримала 2,53 % голосів і 3 місця, що означало відставку уряду. Коли 21 лютого 1919 року Айснер прямував в ландтаг Баварії, щоб офіційно скласти повноваження, він був застрелений монархістом графом Антоном фон Арко-Валлі.
Праві кола, до яких належав граф, ненавиділи Айснера не тільки тому, що той кілька тижнів займав свій пост всупереч волі більшості виборців, і був євреєм з Берліна і пацифістом.
Основний виною Ейснера в їхніх очах була публікація в витягах баварських документів про розв'язуванні світової війни, де керівництво Німеччини поставало в невигідному світлі, причому Айснер опустив важливі пасажі, що викликало підозру в маніпуляції і у людей з помірними політичними поглядами.
Наступні хвилювання призвели до встановлення Баварської Радянської Республіки.

## Родина
- Племінник — відомий британський біохімік Ернст Борис Чейн.